# Quintanilla la Ojada
Quintanilla la Ojada es una entidad de población española del municipio de Valle de Losa, perteneciente a la provincia de Burgos, en la comunidad autónoma de Castilla y León.

## Historia
Hacia mediados del siglo XIX, el lugar, por entonces perteneciente al municipio de Junta de Río de Losa, tenía contabilizada una población de 11 habitantes. Aparece descrito en el decimotercer volumen del Diccionario geográfico-estadístico-histórico de España y sus posesiones de Ultramar de Pascual Madoz con las siguientes palabras:

QUINTANILLA LA OJADA: l. en la prov., dióc., aud. terr. y c. g. de Búrgos (16 1/2 leg.), part. jud. de Villarcayo (5 1/4), y ayunt. titulado de la Junta de Rio de Losa (1/2). sit. en un valle á uno y otro lado del r. Gerta; su clima, aunque frio, es sano, reinando con especialidad los vientos N. y O. Tiene 7 casas; una fuente dentro de la pobl., de que se provee el vecindario; una igl. parr. (Sta. Maria) servida por un cura y un sacristan, y un cementerio. El térm. linda: N. San Pantaleon; E. Valderejo; S. Criales y O. Castriciones. Su terreno es secano y de mediana calidad; encuéntranse en él varias canteras de piedra calcárea y un monte denominado Sierra de Leron que cria robles y algunas encinas, y es comunero de los pueblos de San Pantaleon, Rio, Valderejo y el que nos ocupa. Baña la jursid. el mencionado r., que nace en el valle de Relloso y próximo á la Peña de Angulo, el cual despues de correr por los térm. de algunos otros pueblos, va á entregar sus aguas al Ebro en Palazuelos. caminos: el que dirige de Madrid á Bilbao en mediano estado, y la correspondencia se recibe de la cap. del part. prod.: trigo y cebada; cria ganado lanar, yeguar, vacuno y cabrío; caza de liebres, sordas, perdices, conejos, lobos y jabalíes, y pesca de barbos y truchas. ind.: la agrícola. pobl.: 3 vec., 11 alm. cap. prod.: 71,300 rs. imp.: 6,668.
(Madoz, 1849, p. 338)

En la actualidad, pertenece al municipio de Valle de Losa. En 2023, la entidad singular de población de Quintanilla la Ojada tenía empadronados 6 habitantes, todos ellos en el núcleo de población de ese nombre.